# Sporturi paralimpice

Simbolul paralimpic

Sporturile paraolimpice cuprind toate sporturile disputate la Jocurile Paralimpice de vară și de iarnă. Începând cu 2020, Jocurile Paralimpice de vară au inclus 22 de sporturi și 539 de evenimente pentru medalii, iar Jocurile Paralimpice de iarnă includ 5 sporturi și discipline și aproximativ 80 de evenimente. Numărul și tipurile de evenimente se pot schimba de la un Joc Paralimpic la altul.
Jocurile Paralimpice sunt un eveniment multisport internațional major pentru sportivii cu dizabilități fizice sau deficiențe intelectuale. Aceasta include sportivii cu dizabilități de mobilitate, amputații, orbire și paralizie cerebrală. Sporturile paralimpice se referă la activitățile sportive competitive organizate ca parte a mișcării paralimpice globale. Aceste sporturi sunt organizate și desfășurate sub supravegherea  Comitetului Paralimpic Internațional⁠(en)[traduceți] și a altor federații sportive internaționale.

## Istorie
.

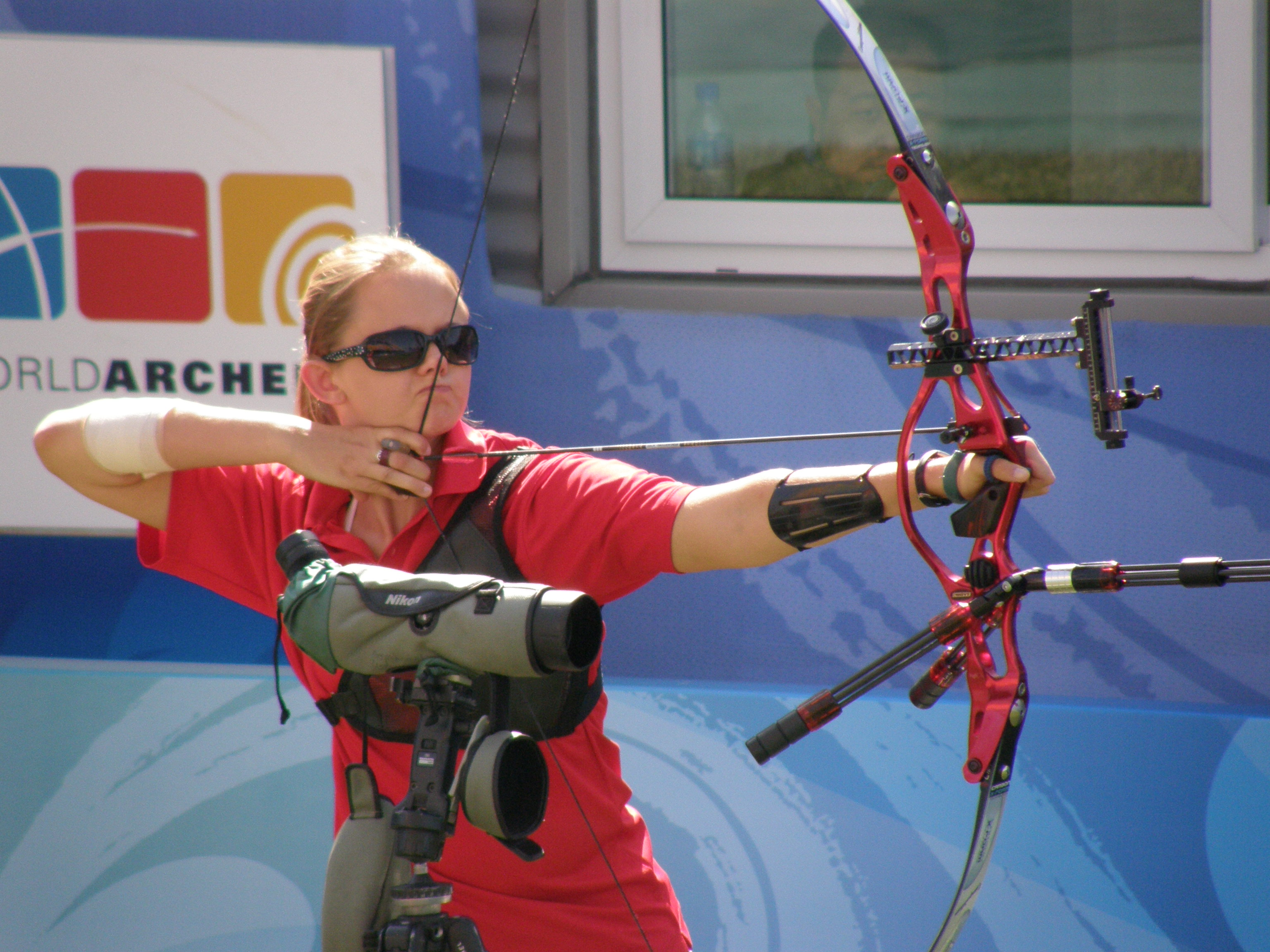
Tir cu arcul: Lindsey Carmichael din Statele Unite, la Jocurile Paralimpice din 2008 de la Beijing

Sport organizat pentru persoanele cu dizabilități fizice dezvoltat în urma programelor de reabilitare (medicina fizica si reabilitare). După cel de-al Doilea Război Mondial, ca răspuns la nevoile unui număr mare de foști militari și civili răniți, sportul a fost introdus ca o parte cheie a reabilitării. Sportul pentru reabilitare s-a dezvoltat și a apărut sportul recreațional și apoi în sportul de competiție. Pionierul acestei abordări a fost  Ludwig Guttmann⁠(en)[traduceți] de la Spitalul Stoke Mandeville din Anglia. În 1948, în timp ce Jocurile Olimpice aveau loc la Londra, Anglia, el a organizat o competiție sportivă pentru sportivii în scaun cu rotile la Stoke Mandeville. Aceasta a fost originea Jocurilor Stoke Mandeville, care au evoluat în Jocurile Paralimpice moderne.

## Organizare
La nivel global, Comitetul Paralimpic Internațional este recunoscut ca organizație lider, cu guvernare directă a nouă sporturi și responsabilitate asupra Jocurilor Paralimpice și a altor evenimente multisport, cu dizabilități multiple. Alte organizații internaționale, în special    Federația Internațională de Sport pentru Nevăzători⁠(en)[traduceți](IBSA), Federația Internațională de Sport pentru Scaun cu Rotile și Amputați⁠(en)[traduceți](INAS) guvernează unele sporturi care sunt specifice anumitor grupuri de dizabilități. În plus, anumite federații cu un singur sport guvernează sporturile pentru sportivii cu dizabilități, fie ca parte a unei federații sportive apte, cum ar fi Federația Internațională pentru Sporturi Ecvestre (FEI), fie ca federație sportivă pentru persoanele cu dizabilități, cum ar fi Federația Internațională de Baschet în scaun cu rotile⁠(en)[traduceți].

## Categoriile de dizabilități

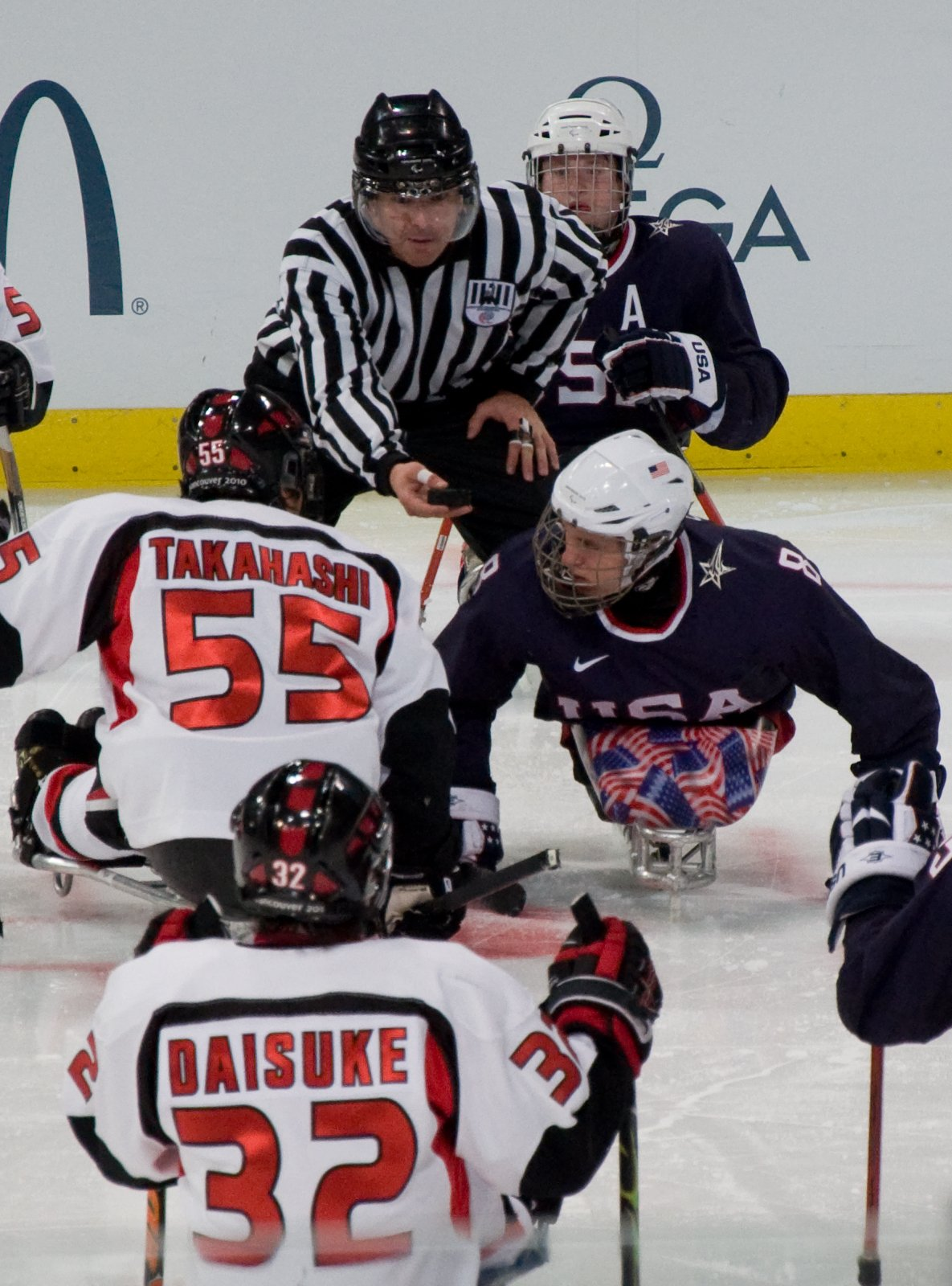
Hochei pe gheață: Statele Unite (tricouri albastre) și Japonia (tricouri albe) în timpul Jocurilor Paralimpice din 2010 de la Vancouver

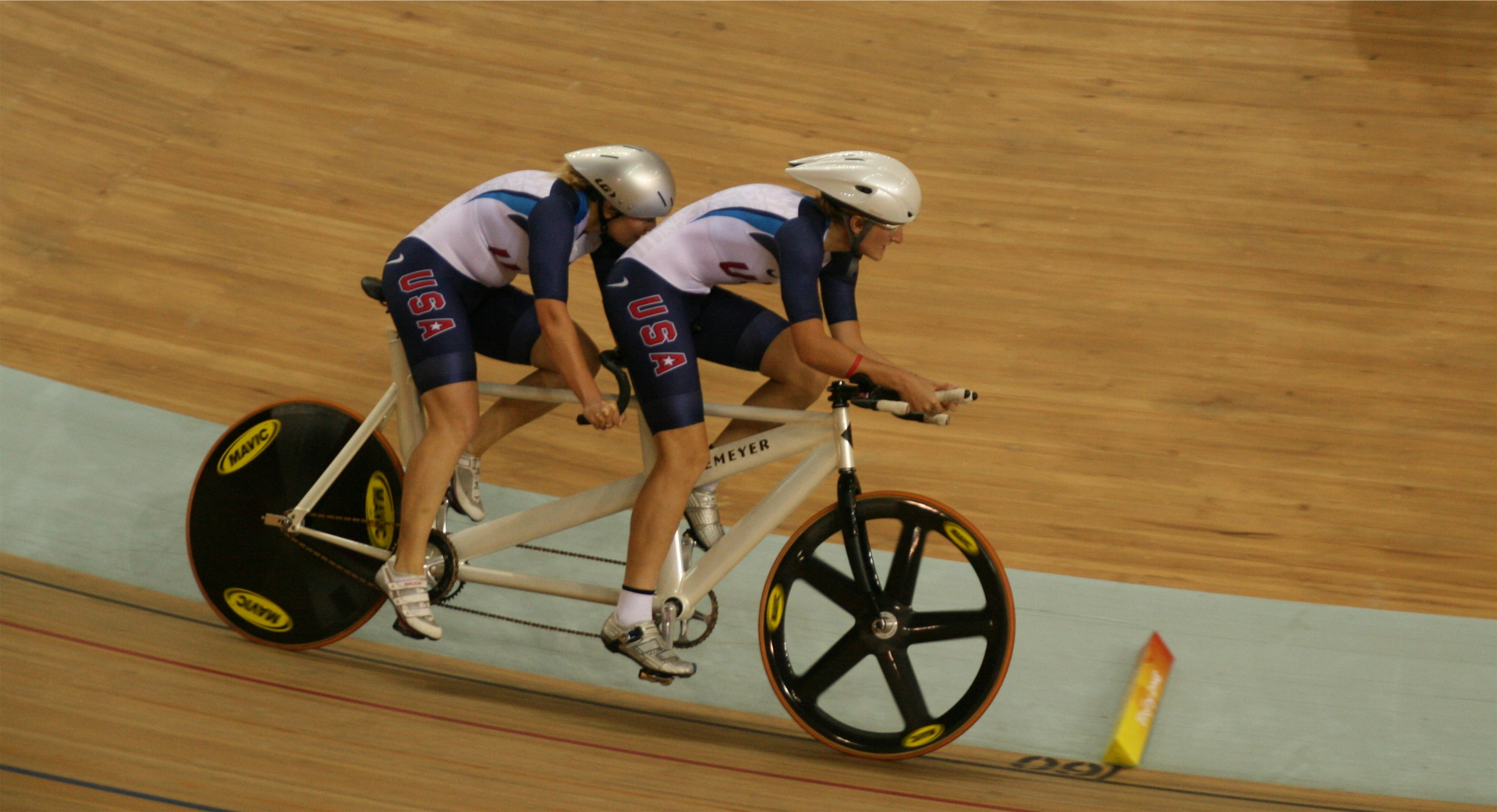
Ciclism: Karissa Whitsell și Mackenzie Woodring(pilot) din Statele Unite, concurează la Beijing 2008

Sportivii care participă la sportul paralimpic sunt grupați în zece mari categorii, în funcție de tipul lor de dizabilitate:
Deficiențe fizice. Există opt tipuri diferite de deficiențe fizice recunoscute de mișcare:
- Puterea musculară afectată, cu deficiențe din această categorie de forța generată de mușchi, cum ar fi mușchii unui membru, a unei părți a corpului sau a jumătatea inferioară a corpului, este redusă, de exemplu, din cauza leziunilor măduvei spinării, spina bifida sau poliomielita.
- Mișcarea pasivă afectată - gama de mișcare a uneia sau mai multor articulații este redusă în mod sistematic. Afecțiunile acute, cum ar fi artrita, nu sunt incluse.
- Pierderea membrelor sau a deficienței membrelor - o absență totală sau parțială a oaselor sau articulațiilor din pierderea parțială sau totală din cauza bolii, traumei sau deficienței congenitale a membrelor (de exemplu, dismelia ).
- Diferența dintre lungimea piciorului - scurtarea osoasă semnificativă are loc la un picior din cauza deficienței congenitale sau a traumei.
- Statură mică - înălțimea în picioare este redusă din cauza scurtării picioarelor, brațelor și trunchiului, care se datorează unui deficit musculo-scheletic al structurilor osoase sau cartilajului.
- Deficiență de vedere sunt sportivii cu deficiențe de vedere variind de la vedere parțială, suficientă pentru a fi considerați orbi din punct de vedere legal, până la orbire totală. Aceasta include afectarea uneia sau mai multor componente ale sistemului vizual (structura ochiului, receptorii, calea nervului optic și cortexul vizual)[6]. Ghizii văzători pentru sportivii cu deficiențe de vedere reprezintă o parte atât de apropiată și esențială a competiției încât sportivul cu deficiență de vedere și ghidul sunt considerați o echipă. Începând cu 2012, acești ghizi (împreună cu portarii văzători din fotbalul 5 au devenit eligibili pentru a primi medalii proprii[7][8].

Categoria de dizabilități determină împotriva cui sportivii concurează și în ce sporturi participă. Unele sporturi sunt deschise pentru mai multe categorii de dizabilități (de exemplu, paraciclismul]), în timp ce altele sunt limitate la una singură (de exemplu, fotbal în cinci] ). În unele sporturi concurează sportivi din mai multe categorii, dar numai în cadrul categoriei lor (de ex. paraatletism), în timp ce în altele sportivi din diferite categorii concurează unul împotriva celuilalt (ex. înot). Evenimentele din Jocurile Paralimpice sunt etichetate în mod obișnuit cu categoria de dizabilități relevante, cum ar fi înot liber S1 pentru bărbați, indicând sportivii cu o deficiență fizică severă, sau tenis de masă pentru femei 11, indicând sportivii cu dizabilități intelectuale.

## Abrevieri
Organe de conducere:
- IPC —  Comitetului Paralimpic Internațional⁠(en)[traduceți] (inclusiv atletism paralimpic, dans sport paralimpic, înot paralimpic, tir paralimpic, schi para alpin, parabiatlon, para schi fond, para hochei pe gheață)
- IBSA — Federația Mondială de Badminton
- IBSA —   Federația Internațională de Sport pentru Nevăzători⁠(en)[traduceți]
- ICF – Federația Internațională de Canoe
- FISA — Federația Internațională de Canotaj
- ITTF – Federația Internațională de Tenis de Masă
- ITF – Federația Internațională de Tenis
- ITU — Uniunea Internațională de Triatlon
- IWAS — Federația Internațională de Sport pentru Scaun cu Rotile și Amputați⁠(en)[traduceți]
- IWBF — Federația Internațională de Baschet în scaun cu rotile⁠(en)[traduceți]
- UCI — Uniunea Internațională de Ciclism
- WA – Tir cu arcul mondial